# Deedles
Deedles — второй студийный альбом американской певицы и пианистки Дайан Шуур, записанный при участии продюсера Дейва Грусина. Альбом был выпущен в 1984 году на лейбле GRP Records и имел умеренный успех, достигнув 33-й строчки в джазовом чарте журнала Billboard. Это также была её первая пластинка, выпущенная на международном уровне.

## Отзывы критиков
| Оценки критиков                            | Оценки критиков |
| Источник                                   | Оценка          |
| ------------------------------------------ | --------------- |
| AllMusic                                   | [ 2 ]           |
| The Encyclopedia of Popular Music          | [ 3 ]           |
| MusicHound Jazz: The Essential Album Guide | [ 4 ]           |
| The Rolling Stone Jazz & Blues Album Guide | [ 5 ]           |

Обозреватель Billboard отметил, что голос Шуур — сильный, тёплый альт с ловкой фразировкой и большим количеством сердца, а сама она искусно сочетает популярные песни с более свежими хитами. В журнале Cash Box назвали альбом впечатляющей новинкой, а Шуур — талантом с широким вокальным и эмоциональным диапазоном, который действительно умеет петь.

## Список композиций
1. «The Very Thought of You» (Рэй Ноубл) — 4:47
2. «New York State of Mind» (Билли Джоэл) — 5:19
3. «Teach Me Tonight» (Сэмми Кан, Джин Де Пол) — 3:54
4. «I’m Beginning to See the Light» (Дюк Эллингтон, Дон Джордж, Джонни Ходжес, Гарри Джеймс) — 2:35
5. «I’ll Close My Eyes» (Бадди Кей, Билли Рид) — 4:19
6. «Reverend Lee» (Юджин Макдэниелс) — 4:13
7. «I’m Just Foolin’ Myself» (Джек Лоуренс, Гленн Тинтурин, Питер Тинтурин) — 3:21
8. «Rock Me on the Water» (Джексон Браун) — 4:58
9. «Can’t Stop a Woman in Love» (Барбара Уайрик) — 4:42
10. «Amazing Grace» (Джон Ньютон) — 3:18

## Участники записи
- Аранжировка, дирижёр, перкуссия, продюсер, синтезатор, фортепиано — Дейв Грусин
- Арфа — Глория Агостини
- Бас-гитара — Дэн Дин
- Вокал — Дайан Шуур
- Гитара — Говард Робертс
- Запись струнных — Эд Рак, Ребекка Эверетт
- Звукорежиссёр — Рид Радди
- Концертмейстер струнных — Дэвид Надьен
- Мастеринг — Тед Дженсен, Тед Дженсен
- Продюсер, сведение, запись — Ларри Розен
- Сведение, запись, монтаж — Джосайя Глюк
- Синтезатор — Дон Грусин
- Струнные — Барри Финклер, Чарльз Либов, Чарльз Маккракен, Елена Барер, Джеральд Тарак, Гарри Лукофски, Ян Маллен, Джин Ингрэм, Джон Пинтавалле, Жюльен К. Барбер, Ламар Олсоп, Льюис Эли, Реджис Иандиорио, Ричард Локер, Ричард Сортомм, Сью Прей, Теодор Израэль
- Ударные — Мойес Лукас

## Чарты
| Чарт (1985)                       | Высшая позиция |
| --------------------------------- | -------------- |
| США (Billboard Top Jazz Albums)   | 33             |
| США (Cash Box Top 40 Jazz Albums) | 30             |